# Битва на рівнині Мардж Дабік
 Битва на рівнині Мардж Дабік (араб. مرج دابق; тур. Mercidabık Muharebesi) відбулась 24 серпня 1516 року біля міста Алеппо в Сирії, ставши однією з найважливіших битв Османсько-мамелюкської війни 1516—1517 років.

## Передумови
Розбіжності між Османською державою та державою мамелюків почались ще у середині XV століття. На початку XVI століття конфлікт перейшов в активну фазу. 1514 року турецький султан Селім I напав на васала Єгипту, бейлік Дулкадіріди, та надіслав голову його правителя султану Кансуху. 1515 Селім I захопив буферну державу Ельбістан, стратив султана Ала ад-дін-даулу, перервавши династію Зуль-Гадирів, що правила там. Після того турки почали готувати похід проти Єгипту.
Війна почалась 1516 року. Армія Селіма I знову виступила на схід зі Стамбула. Селім удався до військової хитрості: він попередньо розпустив чутки, що виступ знову спрямований проти іранського шаха Ісмаїла I, однак дорогою армія несподівано повернула на південь.

## Склад сторін і розташування перед боєм
Мамелюки тільки-но почали використовувати порох, у них було мало вогнепальної зброї, натомість Османська армія була озброєна гарматами та мушкетами. В османському війську були гармати різних калібрів, у тому числі легкі гармати, що встановлювались на кінних візках. Мамелюки зневажали артилерію, а кіннота мамелюків була набагато кращою за турецьку. Селім I мав у своєму розпорядженні елітні війська — яничар; Кансух мав важку кінноту.
Селім зі своїм військом виступив з Малатьї на південь, до Сирії, 20 серпня мамелюки здійснили одноденний перехід на зустріч туркам на північ від рівнини Мардж Дабік, яка була обрана місцем для вирішальної битви.

## Перебіг битви
24 серпня 1516 року на Дабікському полі почалась битва. На першому її етапі мамелюкам удалось заволодіти перевагою. Важка кіннота мамелюків атакувала строєм у вигляді півмісяця авангард османської армії та змусила його відступити. Тоді турки вишикували з 300 обозних возів пересувний укріплений табір, всередині якого сховались від єгипетської кавалерії турецькі війська. На возах були встановлені 50 мідних гармат османів. Підпустивши кінноту мамелюків на відстань пострілу з гармати, османи зробили кілька залпів по ній з усіх гармат. Незважаючи на те, що єгиптяни хоробро бились і в один з моментів битви султан Селім навіть думав відвести свої війська, різниця в озброєнні та краща організованість османських військ вирішили результат битви. Мамелюки не змогли взяти укріплений табір турків та зазнали величезних втрат. У той момент командувач лівого флангу єгиптян Гайр-бей (став у подальшому правителем Алеппо) перейшов на бік османів. В армії єгиптян поширились чутки, що султан утік з поля бою, через що у мамелюкському війську почалась паніка, що переросла у панічну втечу.
Мамелюкський султан Кансух загинув у тому бою, але обставини його смерті не зрозумілі дотепер. Відповідно до деяких свідчень, усвідомивши неминучість поразки, мамелюкський султан прийняв отруту з каблучки та впав з коня. За іншими даними його затоптали свої ж солдати під час втечі з поля бою.
За кілька годин битва закінчилась. Найкраща у світі кіннота мамелюків виявилась безсилою проти найкращої у світі артилерії. Дисциплінована та гарно озброєна османська армія здобула впевнену перемогу над силами мамелюків, що переважали. Рештки армії мамелюків тікали до Алеппо.

## Наслідки
Держава мамелюків так і не змогла оговтатись після тієї поразки. У вересні 1516 року турки підкорили Сирію, 9 жовтня — Дамаск, а у листопаді, узявши Газу, завершили завоювання Палестини, 3 лютого 1517 року був взятий Каїр, результатом чого стало цілковите знищення держави мамелюків, що існувала з 1250 до 1517 року.